# Earlsfield
Earlsfield ist ein Ortsteil des südlich der Themse gelegenen Stadtbezirks Wandsworth im Londoner Westen. Es ist ein typischer Londoner Vorort und besteht hauptsächlich aus viktorianischen Reihenhäusern mit einer Hauptstraße mit Geschäften, Bars und Restaurants zwischen Garratt Lane, Allfarthing Lane und Burntwood Lane. Die Einwohnerzahl von Earlsfield betrug bei der Volkszählung 2001 12.903, bei der Volkszählung 2011 stieg sie auf 15.448.
Der Bahnhof Earlsfield bietet Zugang zum Zentrum Londons (drei Haltestellen in 12 Minuten) und anderen Gebieten in Südlondon. Die Umgestaltung des Bahnhofs wurde im April 2013 abgeschlossen.

## Geschichte
Im Mittelalter war das Gebiet, das heute als Earlsfield bekannt ist, der nördliche Teil des Guts und Weilers Garrat (auch Garratt, Garrett oder Garret geschrieben) in der Gemeinde Wandsworth und im 18. Jahrhundert berüchtigt für die Garrat Scheinwahlen. Zu dieser Zeit war die Gegend bereits industrialisiert mit zahlreichen Mühlen entlang des Flusses Wandle und im frühen 19. Jahrhundert verlief die erste Eisenbahn Londons, die pferdegezogene Surrey Iron Railway, entlang der Garratt Lane. Dem folgte 1838 die Eröffnung der London and South Western Railway, die zunächst ohne Halt durchfuhr.
Im April 1884 eröffnete die L&SWR den Bahnhof Earlsfield an der Garratt Lane, was eine weitere Entwicklung zur Folge hatte. Die Station wurde nach einem nahe gelegenen Wohnhaus, Earlsfield, benannt, das heute abgerissen ist. Dieses war im Besitz der Familie Davis, der auch das für die Station benötigte Land gehörte, und eine der Verkaufsbedingungen war, dass die Station nach ihrem Haus benannt werden sollte.
Das Gebiet war einst ein Arbeitervorort von Wandsworth, und als solcher besteht ein Großteil der Immobilien aus mittelgroßen Reihenhäusern, obwohl mehrere neue Siedlungen entwickelt wurden oder werden, vor allem die Siedlung Olympian Homes zwischen dem Bahnhof und der Bibliothek. Das Gebiet beherbergt jetzt junge Familien, die von der Erschwinglichkeit der Gegend im Vergleich zu den nördlichen, westlichen und östlichen Nachbarn, Clapham, Wandsworth, Battersea und Putney, angezogen werden, was dem Gebiet den Spitznamen "Nappy Valley" einbrachte.